# Han Choi
Han Choi (ur. 20 maja 1989) – malawijska pływaczka specjalizująca się w stylu dowolnym.
Brała udział w pływaniu na 50 metrów stylem dowolnym na Letnich Igrzyskach Olimpijskich 2004, zajmując 69. miejsce.